# Plac Teatralny w Wałbrzychu
Plac Teatralny – plac położony w centrum Wałbrzycha. 

## Opis placu
Plac jest położony w centralnej części miasta u zbiegu ulic: Traugutta, Lewartowskiego, Spokojnej, Dojazdowej, Sikorskiego. Przy placu znajduje się hala sportowa, Teatr Dramatyczny im Jerzego Szaniawskiego, Miejski Amfiteatr. Plac Teatralny dawniej był przedłużeniem ulicy Lewartowskiego, dawniej nazywanym Ritter Platz. Zabudowa placu to głównie budynki dwu- i trzykondygnacyjne. Dawniej znajdował się tutaj skwer z ulicą i przybocznym parkingiem oraz zieleńcem, na którym stała rzeźba "Harpie". W 2010 roku rozpoczęto przebudowę placu, wykonano miejski amfiteatr, zrobiono nową nawierzchnię, m.in. z kostki brukowej, nasadzono roślinność, umieszczono ławki oraz stylistyczne oświetlenie. W kamienicach odnowiono elewacje, na budynku teatru wykonano iluminację świetlną.
Amfiteatr znajduje się naprzeciw teatru, jest otoczony 29 filarami w kształcie łuku, filary są połączone na samym szczycie ozdobnym gzymsem, na każdym filarze zamontowano białą kulistą lampę. Od strony teatru jest otwarta przestrzeń i ulica, kawałem za ulicą znajdują się trybuny amfiteatru i zaczynają się filary, pośrodku trybun jest przejście w kierunku sceny, po bokach przy filarach są kolejne przejścia na trybuny oraz wejścia na scenę. Amfiteatr został nazwany potocznie "Akropolem". Tuż za amfiteatrem znajdują się małe zieleńce.

## Przeznaczenie placu
Plac głównie służy do imprez kulturalnych, odbywają się tutaj latem różnego rodzaju spektakle, dla dzieci wystawiane przez Teatr Lalki i Aktora i dorosłych. Ponadto prezentują się tutaj różni muzycy, przeważnie z filharmonii sudeckiej, również można zobaczyć wyświetlane filmy na telebimie, które są prezentowane przez Wałbrzyski Ośrodek Kultury ramach " Letniego Kina Plenerowego". Imprezy są zazwyczaj we wszystkie weekendy i są bezpłatne.